# Емануела Зардо
Емануела Зардо (нар. 24 квітня 1970) — колишня швейцарська тенісистка.
Найвищу одиночну позицію світового рейтингу — 27 місце досягла 6 травня 1991, парну — 159 місце — 31 січня 1994 року.
Здобула 1 одиночний титул.
Найвищим досягненням на турнірах Великого шолома було 4 коло в одиночному розряді.
Завершила кар'єру 1998 року.

## Фінали турнірів WTA

### Одиночний розряд: 3 (1–2)
| Легенда: перед 2009 роком  | Легенда: починаючи з 2009 року |
| -------------------------- | ------------------------------ |
| Турніри Великого шлему (0) |                                |
| Чемпіонати WTA (0)         |                                |
| Tier I (0)                 | Premier Mandatory (0)          |
| Tier II (0)                | Premier 5 (0)                  |
| Tier III (0-0)             | Premier (0)                    |
| Tier IV & V (1-2)          | International (0)              |

| Результат | Ранг | Дата            | Турнір          | Покриття | Суперниця        | Рахунок  |
| --------- | ---- | --------------- | --------------- | -------- | ---------------- | -------- |
| Перемога  | 1.   | 29 квітня 1991  | Таранто, Італія | Ґрунт    | Петра Шварц      | 7–5, 6–2 |
| Поразка   | 2.   | 27 квітня 1992  | Таранто, Італія | Ґрунт    | Жулі Алар-Декюжі | 0–6, 5–7 |
| Поразка   | 3.   | 14 вересня 1992 | Париж, Франція  | Ґрунт    | Сандра Чеккіні   | 2–6, 1–6 |

## Фінали ITF

### Одиночний розряд (10-5)
| турніри $100,000 |
| турніри $75,000  |
| турніри $50,000  |
| турніри $25,000  |
| турніри $10,000  |

| Результат | Ранг | Дата             | Турнір                       | Покриття   | Суперниця у фіналі      | Рахунок у фіналі |
| Перемога  | 1.   | 31 серпня 1987   | Vilamoura, Португалія        | Ґрунт      | Корнелія Лехнер         | 6–1, 6–3         |
| Перемога  | 2.   | 7 вересня 1987   | Мадейра, Португалія          | Ґрунт      | Коріне Баусманс         | 6–3, 6–4         |
| Поразка   | 3.   | 17 квітня 1989   | Казерта, Італія              | Ґрунт      | Рейчел Макквіллан       | 6–4, 6–7, 4–6    |
| Перемога  | 4.   | 12 червня 1989   | Порту, Португалія            | Ґрунт      | Сабін Аппельманс        | 7–5, 6–3         |
| Поразка   | 5.   | 17 липня 1989    | Дармштадт, Західна Німеччина | Ґрунт      | Андреа Стрнадова        | 1–6, 1–6         |
| Перемога  | 6.   | 7 травня 1990    | Модена, Італія               | Ґрунт      | Катя Пікколіні          | 6–1, 4–6, 7–5    |
| Перемога  | 7.   | 22 квітня 1991   | Казерта, Італія              | Ґрунт      | Ана Сегура              | 6–7, 7–6, 6–1    |
| Перемога  | 8.   | 1 червня 1992    | Мілан, Італія                | Ґрунт      | Флора Перфетті          | 6–4, 6–4         |
| Перемога  | 9.   | 8 червня 1992    | Реджо-нель-Емілія, Італія    | Ґрунт      | Руксандра Драгомір      | 6–1, 7–6(7-2)    |
| Поразка   | 10.  | 6 вересня 1993   | Сполето, Італія              | Ґрунт      | Сандра Допфер           | 4–6, 0–6         |
| Перемога  | 11.  | 11 вересня 1995  | Софія, Болгарія              | Ґрунт      | Івана Гаврлікова        | 6–2, 6–3         |
| Перемога  | 12.  | 18 вересня 1995  | Бухарест, Румунія            | Ґрунт      | Крістіна Торренс-Валеро | 6–3, 6–4         |
| Поразка   | 13.  | 3 листопада 1996 | Единбург, Велика Британія    | Тверде (i) | Деніса Хладкова         | 6–7, 0–6         |
| Поразка   | 14.  | 8 вересня 1997   | Фано, Італія                 | Ґрунт      | Андрея Ехрітт-Ванк      | 3–6, 5–7         |
| Перемога  | 15.  | 12 жовтня 1997   | Біль (місто), Швейцарія      | Ґрунт      | Сесілія Шарбонньє       | 3–6, 6–1, 7–5    |

### Парний розряд (0-2)
| Результат | Ранг | Дата           | Турнір                 | Покриття | Партнерка      | Суперниці                      | Рахунок  |
| --------- | ---- | -------------- | ---------------------- | -------- | -------------- | ------------------------------ | -------- |
| Поразка   | 1.   | 25 серпня 1996 | Афіни, Греція          | Ґрунт    | Віржині Массар | Кетеліна Крістя Гелена Вілдова | 2–6, 4–6 |
| Поразка   | 2.   | 14 червня 1998 | Ленцергайде, Швейцарія | Ґрунт    | Паула Раседо   | Лаура Бао Сесілія Шарбонньє    | 4–6, 0–6 |

## Виступи в одиночних турнірах Великого шолома
| W | Ф | ПФ | ЧФ | #Р | КТ | К# | DNQ | A | NH |

| Турнір                                 | 1990 | 1991 | 1992 | 1993 | 1994 | 1995 |
| -------------------------------------- | ---- | ---- | ---- | ---- | ---- | ---- |
| Відкритий чемпіонат Австралії з тенісу | 1р   | 1р   | 1р   | 1р   | 4р   | 1р   |
| Відкритий чемпіонат Франції з тенісу   | 1р   | 2р   | 2р   | 1р   | 1р   |      |
| Вімблдонський турнір                   |      | 2р   |      | 1р   | 1р   |      |
| Відкритий чемпіонат США з тенісу       | 2р   | 2р   | 2р   | 2р   | 2р   |      |